# Juan José Bruguera Clavero
Juan José Bruguera Clavero (Badajoz, Extremadura, 15 de octubre de 1946) es un ingeniero, profesor, banquero y dirigente empresarial español afincado en Cataluña.

## Biografía
Bruguera llegó a Barcelona desde Extremadura siguiendo a su padre, funcionario de Correos, e hijo de un destacado socialista represaliado. Se formó como ingeniero técnico industrial, en su especialidad de electrónica industrial en la Escuela Universitaria de Ingenieros de Tarrasa. Posteriormente cursó un máster en administración de empresas por ESADE y se diplomó por el IESE. 
Adjunto de la cátedra de electrónica de la Escuela Industrial de Tarrasa entre 1967 y 1968, posteriormente fue ingeniero en el Laboratorio Industrial Inter-Grundig entre los años 1968 y 1970, participando en el desarrollo de la televisión en color. Entre 1971 y 1975 trabajó en los servicios centrales del Banco Atlántico, de donde pasó a desempeñar cargos de dirección en el Banc Sabadell (1975-87). Entre 1987 y 1994 fue consejero delegado de Sindibank (Sindicato de Banqueros de Barcelona), una pequeña entidad en la que contribuyó a la salida a Bolsa. En 1994 La Caixa le propuso hacerse cargo de Inmobiliaria Colonial, para modernizar la compañía y sacarla a Bolsa. Así lo hizo, ya partir de 1999 centró la compañía en comprar edificios de oficinas de "zonas prime" de Barcelona y Madrid, y comenzó su proceso de internacionalización, con la compra de Société Foncière Lyonnaise. En 2006 cuando la compañía pasó a manos de Grupo Inmocaral, Brugera salió de ella. Tras permanecer un año en Mutua Madrileña como director general, al poco tiempo regresó a la inmobiliaria, cuando los bancos que habían financiado la venta en Inmocaral tomaron el control, ante la desastrosa situación de la compañía, y le pidieron volver, para hacerse cargo de su dirección a partir de 2008. En 2010 también fue nombrado presidente de Société Foncière Lyonnaise.
Ha ejercido durante 15 años como profesor de Esade, y ha sido el presidente de su patronato entre 1999 y 2006, y desde el año 2016 preside el barcelonés Círculo de Economía, sucediendo a Antón Costas, después de que durante unos años fuera vocal en su junta directiva. En julio de 2019 fue sucedido por Javier Faus Santasusana.
Se opuso frontalmente al independentismo catalán y a la política del gobierno de la Generalidad de Cataluña.